# Angostura (plante)
Pour les articles homonymes, voir Angostura.
Genre
Classification APG III (2009)
Synonymes
- Bonplandia Willd.
- Conchocarpus J.C. Mikan
- Cusparia Humb. ex R. Br.
- Cusparia Kunth
- Dangervilla Vell.
- Diglottis Nees & Mart.
- Lasiostemum Nees & C. Mart.
- Obentonia Vell.
- Rauia Nees & Mart.
- Rossenia Vell.[1]

Angostura est un genre de plantes angiospermes de la famille des Rutaceae, sous-famille des Aurantioideae (en). 

## Caractéristiques générales
Le genre Angostura contient des plantes médicinales originaires d'Amérique du Sud.

## Liste d'espèces
Selon The Plant List (3 novembre 2018), le genre Angostura inclut les espèces suivantes :
- Angostura alipes Kallunki - endémiques de l’Équateur[4]
- Angostura bracteata (Nees & Mart.) Kallunki
- Angostura candolleana (A.St.-Hil.) Albuq.
- Angostura cuneifolia (A.St.-Hil. ex DC.) Albuq.
- Angostura engleriana (Taub.) Albuq.
- Angostura glazioviana (Taub.) Albuq.
- Angostura granulosa (Kallunki) Kallunki
- Angostura kunorum McPherson
- Angostura longiflora (K.Krause) Kallunki
- Angostura magdalenensis (Cuatrec.) Albuq.
- Angostura martiana (A.St.-Hil.) Albuq.
- Angostura nodosa (Engl.) Albuq.
- Angostura ossana (DC.) Beurton
- Angostura pilocarpoidia (Rusby) Albuq.
- Angostura quinquefolia Kallunki
- Angostura resinosa (Nees & Mart.) Gereau
- Angostura simplex Kallunki
- Angostura tapajozensis (Ducke) Albuq.
- Angostura taubertiana Rizzini
- Angostura trifoliata (Willd.) T.S.Elias - dont l'écorce est utilisée pour fabriquer des bitter
- Angostura undulata (Hemsl.) Albuq.